# Unitér mátrix
A komplex U unitér mátrix négyzetes mátrix, melynek transzponált konjugáltja (*-gal jelölve) egyben inverze is:
{\displaystyle U^{*}U=UU^{*}=E.\,\!}
{\displaystyle {U}^{-1}={\overline {U}}^{T}.\,\!}

## Speciális eset
Az unitér mátrix speciális esete az ortogonális mátrix, melyben csak valós számok szerepelnek.

## Tulajdonságok
- Sajátértékeinek abszolút értéke 1.
- U invertálható
- |det({\displaystyle U})| = 1
- skalárszorzattartó: :{\displaystyle \langle Ux,Uy\rangle =\langle x,y\rangle }, ahol {\displaystyle \langle \cdot ,\cdot \rangle } skalárszorzat
- normatartó: {\displaystyle \|Ux\|=\|x\|}
- {\displaystyle U} oszlopai ortonormált bázist alkotnak
- {\displaystyle U} sorai ortonormált bázist alkotnak
- a mátrixhoz tartozó lineáris leképezés izometria

Normális mátrixok, ezért a spektrálelmélet szerint felbonthatók a következőképpen:
{\displaystyle U=V\Sigma V^{*}\;}
Az nxn-es unitér mátrixok csoportot alkotnak

## Példa
{\displaystyle {\begin{bmatrix}2^{-1/2}&2^{-1/2}&0\\-2^{-1/2}i&2^{-1/2}i&0\\0&0&i\end{bmatrix}}}